# Grand prix congolais du livre
Le Grand prix congolais du livre est un prix littéraire annuel qui récompense un auteur congolais qui a publié un ouvrage de recherche dans n'importe quel domaine et sans condition d'âge. Il est attribué chaque année par l'association des écrivains du Congo, dont le but est de « promouvoir la littérature congolaise et primer l’œuvre des écrivains et éditeurs congolais au niveau national ». 
Le prix est reconnu d'utilité publique depuis le 25 mars 2021.

## Présentation
Le président congolais (RDC) Félix Tshisekedi a lancé à Kinshasa une récompense, après une étude menée par les experts dont Isidore Ndaywel. C'est au mois de septembre bien avant l'organisation du Grand prix panafricain de littérature que les lauréats seront proclamés. Au programme, on retrouve le Grand prix de la fiction, le Grand prix de l'essai, et le Prix d'honneur qui peut être remis à un éditeur pour l'ensemble de ses œuvres. Les trois premiers de chaque catégorie peuvent recevoir, en présence du Président de la République de la RDC, un chèque de 2000, 3000 et 5000 dollars américains pour le premier prix et un diplôme d'honneur pour la section prix d'honneur avec un chèque de 3000 dollars américains.
Dix finalistes sont annoncés au mois de Novembre 2021, dont cinq pour les deux catégories, Essai et Fiction, et le 16 novembre les 10 finalistes dans les catégories Essai et Fiction sont connus.

## Les lauréats
- 2022[7] : 
  - Premier prix fiction : Lilia Bongi, Amsoria
  - Second prix fiction : Sosthène Mova Kawen, Rendez-vous à Matadi, Éditions Nzoi
  - Premier prix essai : Nkere Ntanda Nkingi, Nationalisme pragmatique
  - Second prix essai : Bahengela Mbombo, Kolwezi 13 mai 1978 : 2 Ève guerre du Shaba
  - Prix d'honneur : Bienvenu Sene Mongaba,